# Rosół
Le rosół est une soupe de viande traditionnelle originaire de Pologne.